# Dolores Aleu i Riera

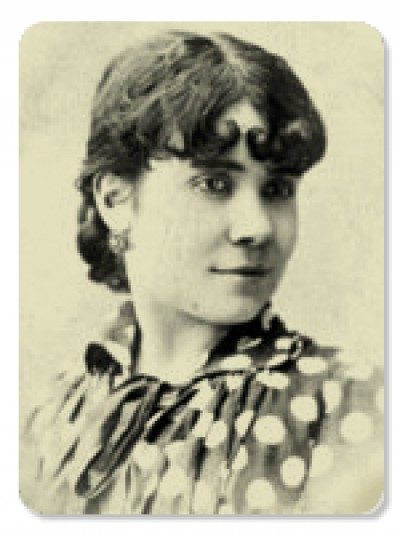
Dolores Aleu

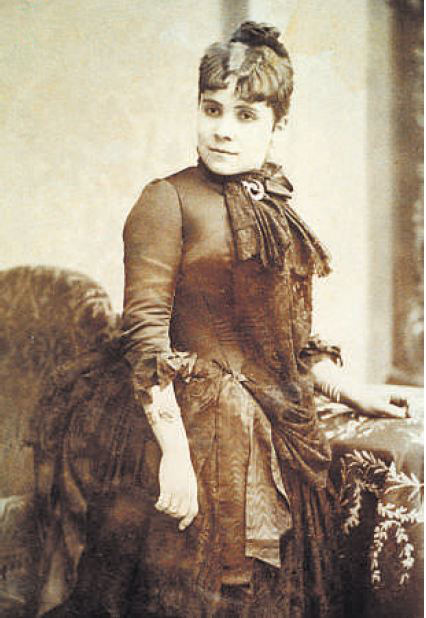
Dolores Aleu

Dolores Aleu i Riera (* 7. April 1857 in Barcelona, Spanien; † 19. Februar 1913 ebenda) war eine spanische Ärztin. Sie war die erste Frau in Spanien, die zum Medizinstudium in Spanien zugelassen wurde, und die zweite Frau, die einen Doktortitel in Medizin erlangte.

## Leben und Werk

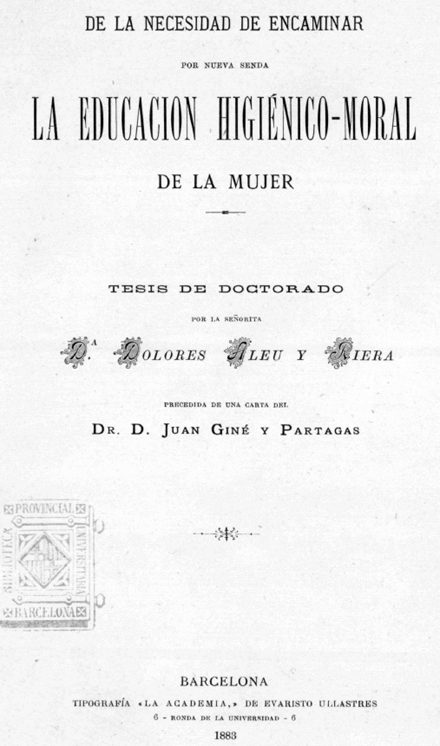
De la necesidad de encaminar por nueva senda la educación higiénico-moral de la mujer. Doktorarbeit verteidigt am 16. Oktober 1882 und veröffentlicht 1883. Universitat de Barcelona

Aleu i Riera war das einzige Kind des Generalgouverneurs von Katalonien, Joan Aleu i Vendrell, und Eulàlia Riera i Planas. Sie wurde von Privatlehrern unterrichtet und erhielt den Schulabschluss an einem Institut in Barcelona. In Spanien verwies erst das Moyano-Gesetz von 1857 auf die Verpflichtung hin, Schulen für Mädchen in Städten mit mehr als 500 Einwohnern zu eröffnen. Der Königliche Erlass vom 11. Juni 1888 erlaubte es Frauen, nach Rücksprache mit höheren Behörden zu Universitätslehrstühlen zugelassen zu werden. Die königliche Verordnung vom 8. März 1910 beendete die Beschränkungen von 1888 und schaffte die vorherigen Konsultationen mit den Behörden ab, die Frauen durchführen mussten, um sich einschreiben und ein Universitätsstudium fortsetzen zu können. Von 1874 bis 1879 studierte Aleu i Riera Medizin an der Medizinische Fakultät der Universität Barcelona mit zwei von ihrem Vater zur Verfügung gestellten Begleitern. Obwohl sie ihr Studium 1879 beendete, erhielt sie wegen der Zurückhaltung der Universitäts- und Regierungsebene, die Anwesenheit von Frauen im Universitätsumfeld zuzulassen, erst am 4. April 1882 die Zulassung zur Grundprüfung und wurde am 19. Juni 1882 geprüft. Sie bestand die Prüfung mit sehr guten Ergebnissen und war die erste Frau in Spanien, die einen Abschluss in Medizin erhielt.

## Promotion und Tätigkeit als Ärztin
Am 1. Oktober 1881 wurde ihr mitgeteilt, dass sie sich für die zwei Jahre zuvor beantragten Promotionsfächer immatrikulieren könne. Sie setzte ihr Studium an der Universität Complutense Madrid fort, wo sie 4 Tage nach Martina Castells i Ballespí  am 8. Oktober 1882 ihre Dissertation Consellos a unha nai sobre o réxime, limpeza, vestidos, sono, exercicio e entretemento dos meniños   vorlegte, für die sie als zweite Spanierin in Medizin promovierte. Dieser Dissertation ging ein Brief von dem spanischen Arzt und späterem Rektor an der Universität Barcelona, Joan Gine i Partagàs, voraus, in dem dieser bemerkte, dass er ein Zeuge der natürlichen Eignung von Frauen für das theoretische und praktische Studium einer medizinischen Laufbahn sei. Damals hatten Frauen viele Schwierigkeiten, eine höhere Ausbildung zu absolvieren und nach Abschluss den offiziellen Titel und die daraus resultierende Berechtigung zur Ausübung des Berufs zu erlangen. Aleu i Rieras Forderungen und die von María Helena Maseras i Ribera, die zusammen mit Castells i Ballespí die ersten drei Ärztinnen in Spanien waren, fanden in den damaligen Zeitungen breite Beachtung und lösten eine Debatte aus in dem damaligen Beratungsgremium für Bildung, dem Rat für öffentliches Unterrichten.
Aleu i Riera wurde 1882 als erste Frau als assoziiertes ausländisches Mitglied der Französischen Gesellschaft für Hygiene aufgenommen. Von 1882 bis 1907 praktizierte sie Kinderheilkunde und Gynäkologie in einer eigenen Praxis in Barcelona zunächst in einem Gebäude an der Rambla del Liceu und dann in der Rambla Catalunya 31, aber sie arbeitete auch unentgeltlich als Allgemeinärztin in Barcelonas Armenhaus, der Casa de la Caritat.

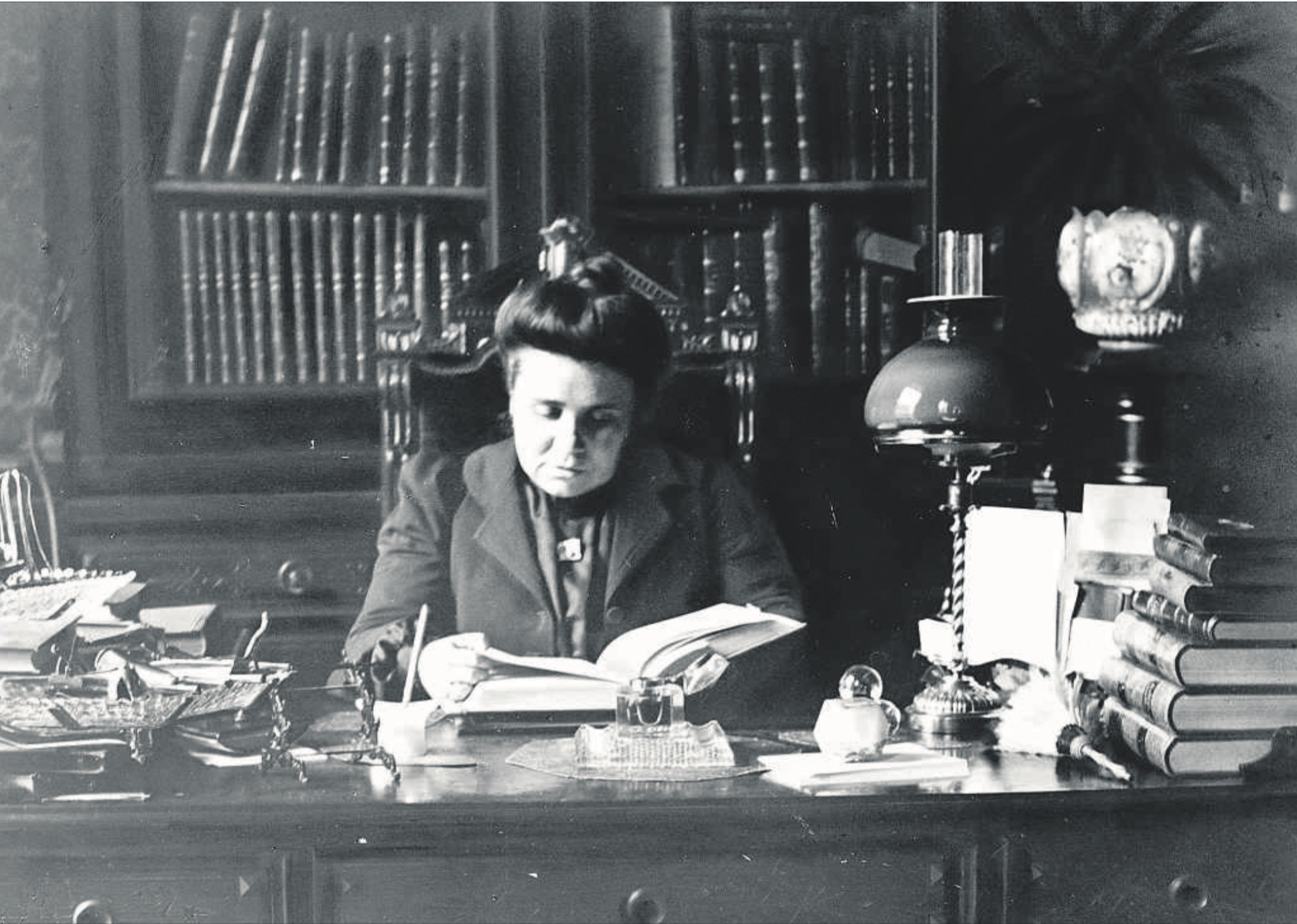
Dolors Aleu in ihrem Arbeitszimmer

1885 gründete sie zusammen mit Clotilde Cerdà die Academia de artes y oficios para la enseñanza de la mujer, wo sie als Professorin Haushaltshygiene lehrte und sich von dort aus maßgeblich für die Rechte der Frau einsetzte.

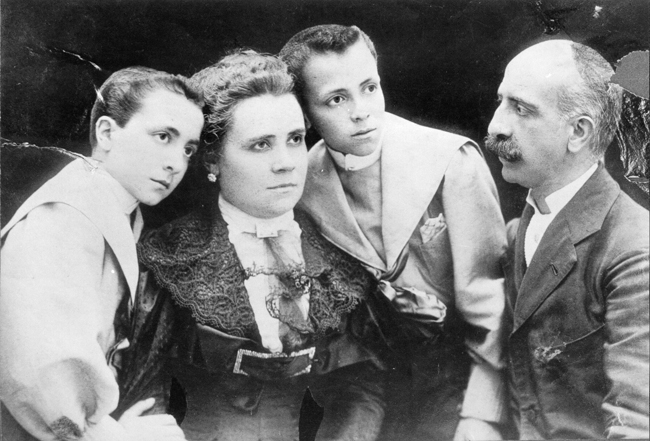
Porträt von Dolors Aleu i Riera mit ihren Kindern und ihrem Ehemann Camil Cuyàs. Barcelona, um 1890

Aleu i Riera heiratete 1883 den Börsenmakler Camilo Cuyàs Martí, mit dem sie zwei Kinder bekam. Ihr Sohn Camil starb im Alter von 21 Jahren an einer akuten Tuberkulose im Hospital Clínic in Barcelona, wo er als Assistenzarzt zu arbeiten begonnen hatte.  Sie starb zwei Jahre später 1913 im Alter von 56 Jahren.
Ihre Ur-Ur-Enkelin Núria Cuyàs hat über ihre Geschichte das Theaterstück Barbes de balena  geschrieben, in dem sie auch die Not der Frauen am Ende des 19. Jahrhunderts reflektiert.

## Veröffentlichungen
- Consejos a una madre. Sobre régimen, limpieza, vestido, sueño, ejercicio y entretenimiento de los niños. Barcelona: Ignacio Oliveres, 1882.
- Escrofúlide ulcerada grave generalizada. La Independencia Médica (LIM), 9, S. 93–96, 1877.
- Caso clínico de artritis reumática. LIM, 9, S. 226–270, 1878.
- De la necesidad de encaminar por nueva senda la educación higiénico-moral de la mujer. Barcelona, Tipografía La Academia, 1883.[11]
- Consejos a una madre. Barcelona, Imprenta Ignacio Oliveres, 1882.